# Temnophylloides astridula
Temnophylloides astridula är en insektsart som beskrevs av Henry, G.M. 1939. Temnophylloides astridula ingår i släktet Temnophylloides och familjen vårtbitare. Inga underarter finns listade i Catalogue of Life.